# Вида Арена
Вида Арена («VIDA Arena» в маркетинговых целях) — мультиарена в Векшё, Швеция, которая является домашней ареной Векшё Лейкерс. Арена была завершена на рубеже августа и сентября 2011 года и открыта 17 сентября того же года. Здание является частью проекта Аренастаден, который также включает новyю футбольнyю аренy Мыресйхус Арена, зал для флорбола и зал для легкой атлетики.
Права на название на арену были куплены Группа Вида в сентябре 2010 г. на следующие 14 лет.
На арене прошли первые соревнования Melodifestivalen 2012 4 февраля 2012 г. и третьи соревнования Melodifestivalen 2017.

## Местоположение
Арена расположена в южной части района Верендсваллен, так называемого Аренастаден. Его длинная сторона направлена на юг в сторону Сторгатан и Хандельсплац. К северу от арены находится старый каток Векшё и чуть выше Типсхаллен и Вэрендсваллен.

## Здание

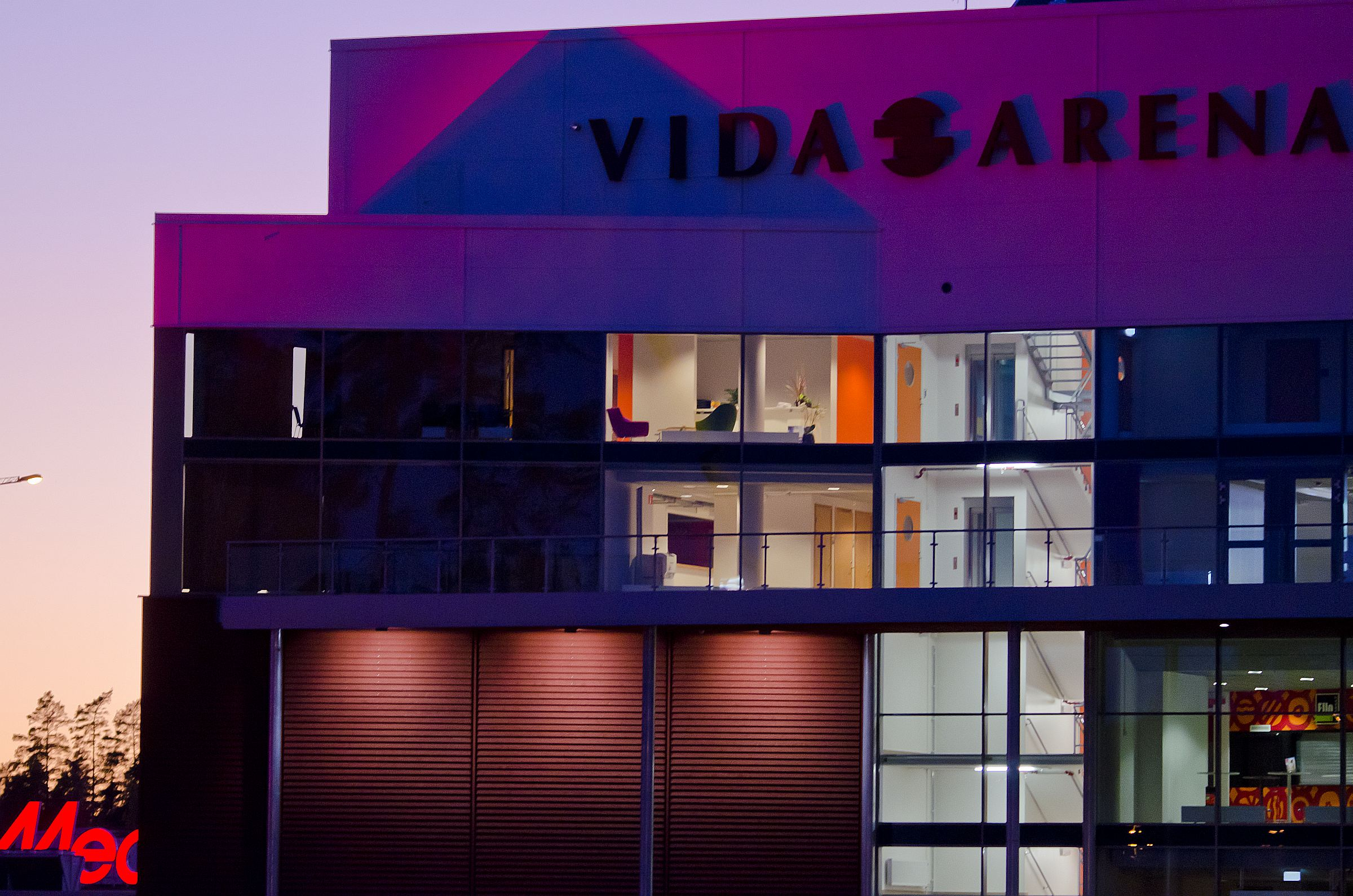
Западный фасад VIDA Arena в сумерках

Вида Арена соединена со старым катком недавно построенным тренажерным залом. Фасад покрыт тонким перфорированным металлическим листом и подсвечивается светильниками разных цветов.

## Краткие факты
Факты о Вида Арене:
- Длина: 100 метров
- Ширина: 70 метров
- Высота: около 20 метров
- Местоположение: 5750 посетителей
- Киоски: 7 шт.
- Ресторан: 250 сидячих мест / 130 человек, которые могут одновременно смотреть матч
- Спортивные перекладины: 3 шт.
- Корпоративный зал на 400 человек
- Бары: 2 шт.
- Домики: 25 на 8-12 человек
- Конференц-залы
- Туалеты: 96 шт.
- Раздевалка: 13 шт.
- Медиа и ТВ-зал
- Офис и офис
- Тренажерный зал: 1 ст.
- Гараж: 57 мест